# Pistius truncatus
Pistius truncatus  (лат.) — вид пауков из семейства Пауки-бокоходы (Thomisidae).

## Распространение
Палеарктический вид: Европа, Турция, Кавказ, Европейская часть Российской Федерации, Иран, Китай, Япония.

## Описание
Самцы Pistius truncatus достигают в длину до 5 мм; самки — до 8—9 мм. Взрослые особи встречаются с мая по июнь. Встречается преимущественно на лесных опушках, на низких кустарниках. В Швеции редок и поэтому включён в региональный Red List (Gärdenfors 2000). Первые две пары ног развернуты передними поверхностями вверх, заметно длиннее ног третьей и четвёртой пар. Паутину не плетут, жертву ловят своими видоизменёнными передними ногами.

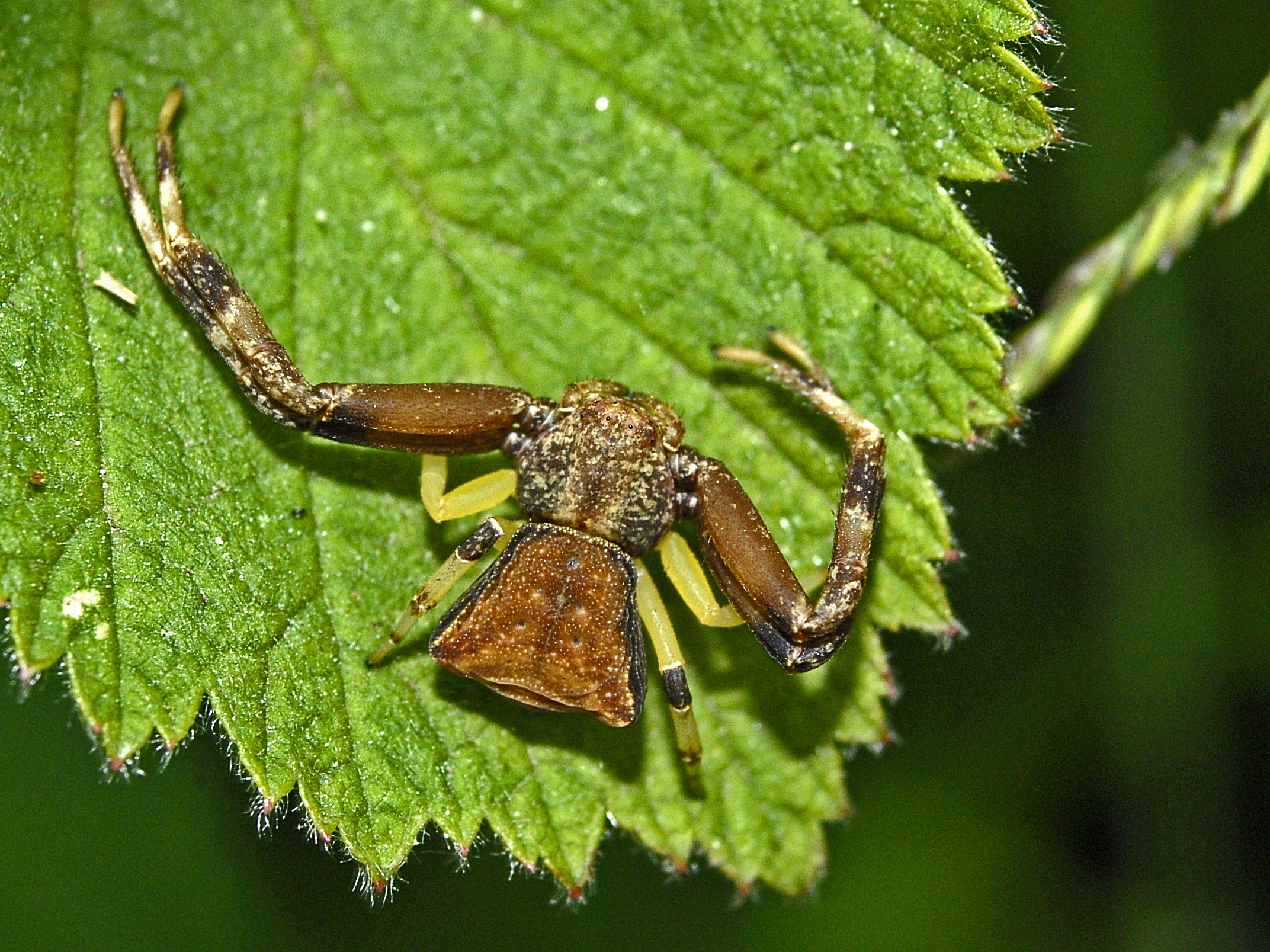
Италия
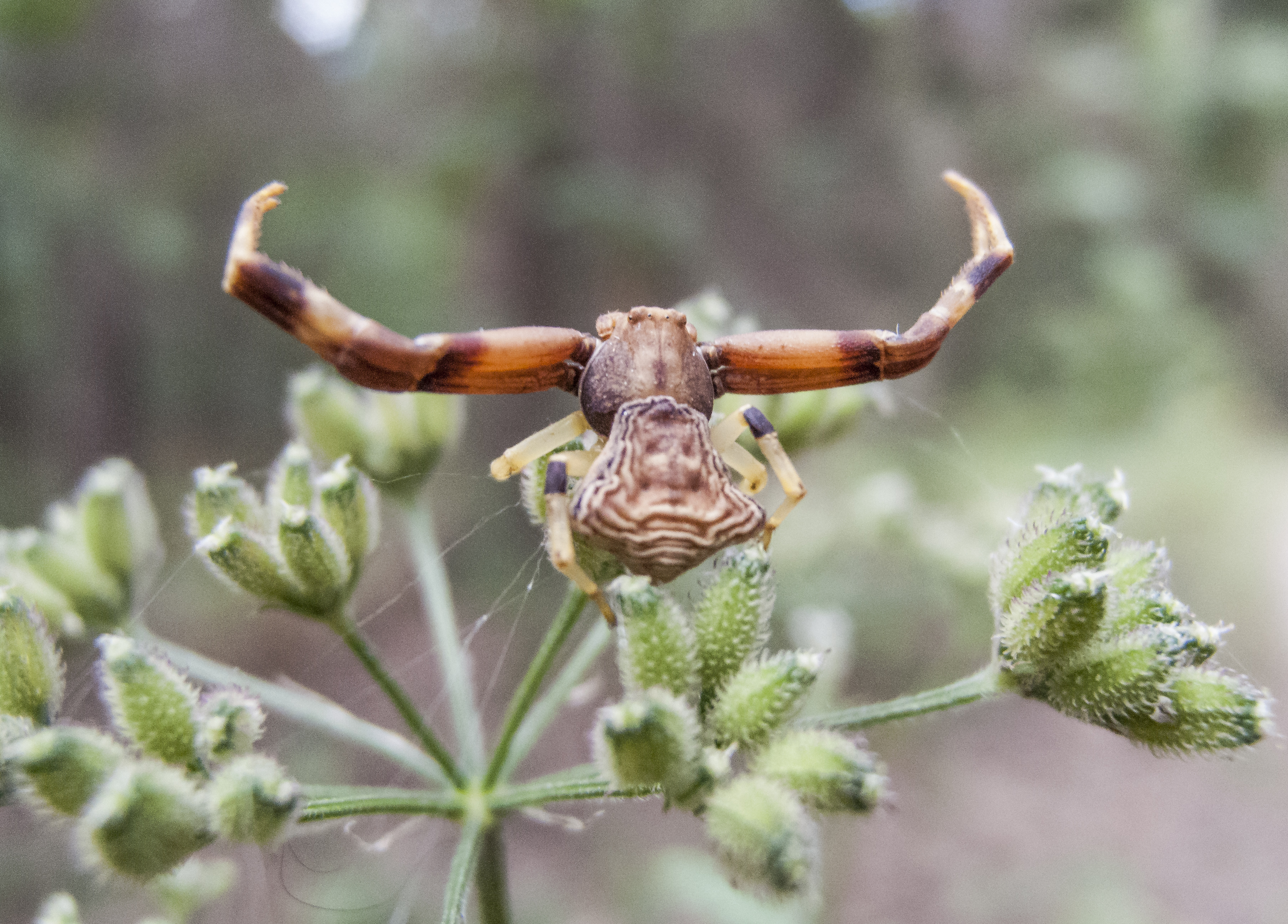
Киевская область, елово-дубовая лесопосадка